# Peter Kaupp
Peter Kaupp (* 21. März 1936 in Barcelona) ist ein deutscher Kulturwissenschaftler, Soziologe und Studentenhistoriker.

## Leben
Kaupp wurde am 21. März 1936 als Sohn des Ingenieurs Werner Kaupp (1900–1970) und seiner Ehefrau Anny van Veersen (1913–1984) geboren. Seit 1964 ist er verheiratet mit Christa geb. Goos. Über seine Urgroßmutter Friederike Mathilde Kaupp geb. Trick (1834–1911) ist er ein Nachfahre des Nürnberger Reformators Andreas Osiander. Als Folge des Spanischen Bürgerkriegs übersiedelte die Familie im Herbst 1936 zunächst nach Dresden, 1939 nach Halle/Saale, 1945 nach Leipzig und 1950 nach Wiesbaden. Nach dem Abitur an der Oranienschule (Wiesbaden) studierte er ab 1958 an der Johannes Gutenberg-Universität Mainz drei Semester Rechtswissenschaft und anschließend Vergleichende Kulturwissenschaft, Geschichte und Soziologie. Seit 1958 ist er Mitglied, 1967–1995 war er Archivar der Burschenschaft Arminia auf dem Burgkeller. Mit einer Doktorarbeit bei Anton Hilckman wurde er 1964 an der Philosophischen Fakultät der Universität Mainz zum Dr. phil. promoviert.
Zunächst war er für die Wiesbadener Redaktion der Brockhaus Enzyklopädie tätig. 1966 wurde er Wissenschaftlicher Assistent von Helmut Schoeck am Institut für Soziologie der Universität Mainz. Von 1969 bis 1981 war er im Statistischen Bundesamt für die Öffentlichkeitsarbeit zuständig, zuletzt als Oberregierungsrat. 1981 übernahm er in Dieburg eine sozialwissenschaftliche Lehrtätigkeit an der Fachhochschule des Bundes für öffentliche Verwaltung, Fachbereich Post und Telekommunikation. Seit 1995 Professor, trat er 2001 in den Ruhestand.
Er ist Mitglied der Gesellschaft für burschenschaftliche Geschichtsforschung, der Deutschen Gesellschaft für Hochschulkunde und der Gemeinschaft für deutsche Studentengeschichte. Kaupp veröffentlichte in Fachzeitschriften und Jahrbüchern, u. a. in Geschichte in Wissenschaft und Unterricht, Jahrbuch der Hambach Gesellschaft, Saeculum, in der Vierteljahrschrift für Sozial- und Wirtschaftsgeschichte, im Archiv für Rechts- und Sozialphilosophie, in der Internationalen Zeitschrift für Kommunikationsforschung, in den Burschenschaftlichen Blättern, in Der Burschenschafter. Periodikum der Allgemeinen Deutschen Burschenschaft, Darstellungen und Quellen zur Geschichte der deutschen Einheitsbewegung im neunzehnten und zwanzigsten Jahrhundert, in Einst und Jetzt, im Studenten-Kurier sowie in Zeitschriften der Deutschen Bundespost. Außerdem ist Kaupp Co-Autor und Mitherausgeber von Band 1 "Politiker" des Biographischen Lexikons der Deutschen Burschenschaft von Helge Dvorak (8 Teilbände, Heidelberg 1996–2014;) sowie Herausgeber und Co-Autor von Band 2 "Künstler" desselben Lexikons (2018).

## Ehrungen
- Herman-Haupt-Medaille der Gesellschaft für burschenschaftliche Geschichtsforschung (2005)
- Festschrift zum 70. Geburtstag (2006)[3]

## Schriften
- mit Reinhard Stegmann: 150 Jahre Burschenschaft auf dem Burgkeller. Festschrift zur 150. Wiederkehr der Gründung der Burschenschaft in Jena. Mainz 1965.
- Toynbee und die Juden. Eine kritische Untersuchung der Darstellung des Judentums im Gesamtwerk Arnold J. Toynbees. Mit einer ausgewählten Bibliographie und zwei Beiträgen von Arnold J. Toynbee. Anton Hain, Meisenheim am Glan 1967.
- Das Heiratsinserat im sozialen Wandel. Ein Beitrag zur Soziologie der Partnerwahl. Enke, Stuttgart 1968.
- Der Hochschulassistent und seine Probleme: Ergebnisse einer Umfrage zur sozialen, wirtschaftlichen und beruflichen Situation der wissenschaftlichen Assistenten an der Johannes-Gutenberg-Universität Mainz. Enke, Stuttgart 1969.
- Die schlimmen Illustrierten; Leserschaft, Inhalt und Wirkung der Neuen Revue. Massenmedien und die Kritik ihrer Kritiker. Econ, Hamburg/Düsseldorf 1971, ISBN 3-430-15285-2.
- Texte der Soziologie, Texte und Kommentare. (als Herausgeber) Bayerischer Schulbuch-Verlag, Textband, München 1975, ISBN 3-7627-7044-1, Kommentar, München 1977, ISBN 3-7627-7009-3.
- Presse – Hörfunk – Fernsehen. Funktion – Wirkung. Ein medienkundliches Handbuch. dipa Frankfurt a. M. 1979, ISBN 3-7638-0018-2.
- Mit Klaus Asche und Ernst Wilhelm Wreden: 175 Jahre Jenaische Burschenschaft, 1815–1990. Festschrift der Jenaischen Burschenschaften Arminia auf dem Burgkeller, Germania und Teutonia zur 175. Wiederkehr der Gründung der Burschenschaft in Jena. Jenaische Burschenschaften, Jena 1990.
- Jena in alten Ansichten, 2. Auflage. Europäische Bibliothek, Zaltbommel/Niederlande 1990, ISBN 90-288-1189-3.
- „Zinne über’m Brückenbogen“. Festschrift anläßlich der Erneuerung der „Grünen Tanne“ in Jena, Gründungsstätte der Jenaischen Burschenschaft am 12. Juni 1815, neuer Sitz der Burgkellerburschenschaft. Jena 1994.
- Burschenschafter in der Paulskirche. Aus Anlass der 150. Wiederkehr der Frankfurter Nationalversammlung. Hrsg. im Auftrag der Gesellschaft für burschenschaftliche Geschichtsforschung, Dieburg 1999.
- Stamm-Buch der jenaischen Burschenschaft. Die Mitglieder in der Urburschenschaft 1815–1819 (= Abhandlungen zum Studenten- und Hochschulwesen. Bd. 14). SH-Verlag, Köln 2005, ISBN 3-89498-156-3.
- Mit Günter Cerwinka, Harald Lönnecker, Klaus Oldenhage (Hrsg.): 200 Jahre burschenschaftliche Geschichte. Von Friedrich Ludwig Jahn zum Linzer Burschenschafterturm. Ausgewählte Darstellungen und Quellen (= Darstellungen und Quellen zur Geschichte der deutschen Einheitsbewegung im neunzehnten und zwanzigsten Jahrhundert. Bd. 16). Winter, Heidelberg 2008, ISBN 978-3-8253-5507-4.
- „Hier stinkt's nach Füchsen!“. Goethe – Duell – Fechten. Sein Leipziger Duell von 1767. In: Bernhard Grün, Peter Krause, Klaus Gerstein, Harald Lönnecker (Hrsg.): GDS-Archiv für Hochschul- und Studentengeschichte, Bd. 9, Essen 2011, ISBN 978-3-939413-18-9, S. 35–58.
- mit Gerd Lautner u. a.: Miszellen zu den Gedenkjahren Georg Büchner 2012/13 und Ernst Elias Niebergall 2015. Walter Wolf-Verlag Riedstadt 2015, ISBN 978-3-934820-26-5.
- Andreas Osiander (1498-1552): Der streitbare Reformator von Nürnberg, in: Lutherische Beiträge 23. Jg., Nr. 4/2018, S. 207–220.
- Gott, Ehre, Freiheit, Vaterland – Die protestantischen Wurzeln der Urburschenschaft, in: Darstellungen und Quellen zur Geschichte der deutschen Einheitsbewegung im neunzehnten und zwanzigsten Jahrhundert, Bd. 22, 2019, S. 151–216.
- Ernst von Schiller (1796–1841). Mitgründer der Urburschenschaft, Sohn des Dichters und Namengebers der Universität Jena, in: Studenten-Kurier Heft 2+3/2021, S. 24–27, Online-Fassung.
- Auf den Spuren von Mohren, Mauren und Kammertürken. Ein kulturwissenschaftlicher Beitrag zur aktuellen Rassismusdebatte, in: Gegenwartsprobleme und historische Bezüge. Abhandlungen der Humboldt-Gesellschaft für Wissenschaft, Kunst und Bildung e. V., Bd. 45 (2022), S. 153–180.
- Das Wartburgfest von 1817 und seine Auswirkungen auf die demokratischen deutschen Verfassungen. In: Christian Oppermann (Hrsg.): Jahresgabe der Gesellschaft für burschenschaftliche Geschichtsforschung e. V. (GfbG) 2022, Koblenz 2022, ISBN 978-3-9818227-5-5, S. 35–40.
- Burschenschafter in der Paulskirche. Aus Anlass der 150. Wiederkehr der Frankfurter Nationalversammlung. Hrsg. im Auftrag der Gesellschaft für burschenschaftliche Geschichtsforschung, Berlin 2023, überarbeitete Neuauflage der 1999 erschienenen Erstausgabe, ISBN 978-3-910491-01-4
- Burschenschafter in der NS-Zeit - Täter und Widerstand, jüdische Opfer. In: "Wahrheit, Muth und Kraft!". Gedenkschrift für den Historiker, Archivar und Burschenschafter Professor Dr. Dr. Harald Lönnecker, Hrsg. von Christian Oppermann (= Darstellungen und Quellen zur Geschichte der deutschen Einheitsbewegung im neunzehnten und zwanzigsten Jahrhundert, Bd. 24, S. 579–594). Winter, Heidelberg 2025, ISBN 978-3-8253-9595-7